# Rosario Luchetti
Rosario Luchetti (Buenos Aires, 4 de junio de 1984) es una jugadora argentina de hockey sobre césped. Actualmente forma parte de la Selección nacional.

## Carrera deportiva
Rosario comenzó a jugar al hockey a los 6 años en el club Belgrano Athletic. Es diestra.
Debutó en la Selección nacional en 2005 en el Champions Trophy de Canberra. A lo largo de su carrera, ha obtenido importantes logros con la Selección como la medalla de bronce en los Juegos Olímpicos de Pekín 2008, la medalla de plata en los Juegos Olímpicos de Londres 2012, el Campeonato Mundial 2010, cinco Champions Trophy, el primer puesto en los Juegos Panamericanos de 2007, la Copa Panamericana de Hamilton 2009 y Mendoza 2013 y los Juegos ODESUR en 2006.
En enero de 2015 luego de haber ganado el Champions Trophy, Las Leonas, volvían a entrenarse de cara a nuevos desafíos, pero Rosario anunció su retiro de la Selección luego de 10 años. La jugadora sintió que "su ciclo ya había terminado", de esta manera el entrenador entendió su decisión, pero no negó posibles convocatorias ya que era considerada uno de los pilares de la Selección en la que llegó a ser la subcapitana.
Luego de su renuncia a la Selección, en enero de 2019 volvió a formar parte del equipo tras ser convocada por Carlos Retegui.
En agosto de 2019, obtuvo su segundo título en los Juegos Panamericanos de Lima, Perú.

## Premios
- Premio Jorge Newbery de plata (2008)

- Olimpia de plata (2019)[1]